# Исаев, Анатолий Иванович
Анатолий Иванович Исаев (1913, Бакинская губерния, Российская империя — ?) — советский партийный и государственный деятель, председатель Красноярского промышленного крайисполкома (1962—1964).

## Биография
Член ВКП(б) с 1940 г. В 1933 г. окончил Ленинградский техникум путей сообщения, в 1951 г. — Хабаровский институт инженеров железнодорожного транспорта.
В 1935—1936 гг. — в РККА.
- 1936—1941 гг. — мастер, начальник цеха, начальник производственного отдела Уфимского паровозоремонтного завода,
- 1941—1956 гг. — начальник Пермского паровозовагоноремонтного завода, директор судомеханического завода «Старый бурлак» в Перми, директор Пермского, Новосибирского и Красноярского паровозовагоноремонтных заводов,
- 1956—1961 гг. — второй секретарь Красноярского городского комитета КПСС
- 1961—1962 гг. — первый секретарь Красноярского городского комитета КПСС
- 1962—1964 гг. — председатель исполнительного комитета Красноярского промышленного областного Совета.

В этот период началось ускоренное развитие Талнахского месторождения, что способствовало увеличению объемов производства продукции Норильского горно-металлургического комбината (НГМК); также начался подготовительный этап сооружения Саяно-Шушенской ГЭС. В 1963 г. с конвейера Красноярского завода холодильников сошел первый холодильник «Бирюса», начался серийный выпуск; начала реализовываться экспортная программа Красноярского завода медицинских препаратов. В апреле 1964 г. был осуществлен запуск производства на Красноярском алюминиевом заводе. Ввод в эксплуатацию Красноярской ГЭС и Назаровской ГРЭС серьезно повысил конкурентоспособность краевой промышленности.
Депутат Верховного Совета СССР 6-го созыва.